# Comuna Starîi Solotvîn, Berdîciv
Starîi Solotvîn (în ucraineană Старосолотвинська сільська рада) este o comună în raionul Berdîciv, regiunea Jîtomîr, Ucraina, formată din satele Novîi Solotvîn și Starîi Solotvîn (reședința).

## Demografie
Componența lingvistică a satului Starîi Solotvîn
     Ucraineană (98,19%)
     Rusă (1,32%)
     Alte limbi (0,08%)
Conform recensământului din 2001, majoritatea populației satului Starîi Solotvîn era vorbitoare de ucraineană (98,19%), existând în minoritate și vorbitori de rusă (1,32%).